# Alkoholkommittén
Alkoholkommittén var en statlig svensk kommitté som fanns under perioden 2001–2007. Kommittén tillsattes i mars 2001 för att samordna insatserna mot alkoholens skadeverkningar. Bakgrunden var den nationella handlingsplan för att förebygga alkoholskador som antogs av Riksdagen i februari samma år. Några särskilt viktiga mål enligt handlingsplanen är att ingen alkohol ska förekomma i trafiken, på arbetsplatsen eller under graviditeten, att skjuta upp ungdomars alkoholdebut, att minska berusningsdrickandet, att åstadkomma fler alkoholfria miljöer och att sätta stopp för den illegala alkoholhanteringen. Alkoholkommitténs uppdrag är att ha ett övergripande ansvar för att intentionerna i handlingsplanen förverkligas genom att samordna de nationella insatserna och stimulera de kommunala och regionala aktiviteterna. Kommittén har också fått i uppgift att bedriva opinionsbildning.
I Alkoholkommittén satt representanter för Socialdepartementet, Centralförbundet för alkohol- och narkotikaupplysning (CAN), Statens folkhälsoinstitut, Försäkringskassan, Kriminalvårdsstyrelsen, Länsstyrelsen i Östergötlands län, Rikspolisstyrelsen, Skolverket, Socialstyrelsen, Statens institutionsstyrelse, Sveriges Kommuner och Landsting, Tullverket, Myndigheten för ungdoms- och civilsamhällesfrågor och Vägverket. Till kommittén knöts också en referensgrupp av ungdomar.
Kommitténs arbete avslutades vid årsskiftet 2007/08, och dess verksamhet togs därefter över av andra myndigheter, bland annat Folkhälsoinstitutet.

## Kampanjer
Alkoholkommittén genomförde under sin verksamhetsperiod flera uppmärksammade informationsinsatser i syfte att minska berusningsdrickandet, som Festmetoden och Alkoholprofilen.
Festmetoden var en kampanj som syftade till att minska förekomsten av alkoholskador. Webbplatsen Festmetoden.se lanserades 2005 och stängdes i augusti 2008.